# Joróstkiv
Joróstkiv (ucraniano: Хоро́стків; polaco: Chorostków; yidis: כראָסקעוו Chorostkov) es una ciudad de Ucrania, perteneciente al raión de Chortkiv en la óblast de Ternópil.
En 2017, la ciudad tenía una población de 6881 habitantes. Desde 2015 es sede de un municipio con una población total de unos catorce mil habitantes, que incluye nueve pueblos como pedanías: Velyki Hovýliv, Verjivtsi, Karáshyntsi, Kliúvyntsi, Malí Hovýliv, Peremýliv, Soroka, Uvysla y Jlopivka.
Se ubica en la confluencia de los ríos Stav y Taina, unos 20 km al noreste de Chortkiv, sobre la carretera T2017 que une Hrymáiliv con Kopýchyntsi.

## Historia
Se conoce la existencia de la localidad desde 1340. En 1565 se formó aquí un señorío para la familia noble de Strúsiv. En 1578 adoptó el Derecho de Magdeburgo, aunque siguió siendo una ciudad de señorío, que en el siglo XVII pasó a la familia Kalinowski y en el siglo XVIII a los Sanguszko. En la partición de 1772 se incorporó al Imperio Habsburgo, que hasta 1816 la incluyó en el distrito de Ternópil y desde 1816 en el de Chortkiv. Durante el período austríaco, la ciudad perteneció a la familia noble Levytski. Se desarrolló a partir de 1890 al establecerse aquí una estación de la línea de ferrocarril de Ternópil a Kopýchyntsi.
En la Segunda República Polaca, que reconoció el estatus de ciudad de Joróstkiv en 1934, la localidad estaba habitada por unos cuatro mil quinientos ucranianos, unos dos mil judíos y unos ochocientos polacos. En la Segunda Guerra Mundial, los invasores alemanes asesinaron a unos quinientos judíos en la localidad, y se produjeron aquí numerosos movimientos de tropas y emigraciones, que dejaron al asentamiento medio abandonado. La RSS de Ucrania repobló el lugar casi exclusivamente con ucranianos y la localidad recuperó el estatus de ciudad en 1977. Hasta 2020 pertenecía al raión de Husyatyn.